# Mio fratello rincorre i dinosauri
Mio fratello rincorre i dinosauri è un film del 2019 diretto da Stefano Cipani.
La pellicola è l'adattamento cinematografico dell'omonimo romanzo autobiografico di Giacomo Mazzariol.

## Trama
Giacomo "Jack" è un bambino che vive a Pieve di Cento, con i genitori Davide e Katia e le sorelle maggiori Chiara e Alice. Un giorno riceve la notizia che presto avrà un fratello, che si chiamerà Giovanni (Giò). Alla nascita del fratellino, Jack e la sua famiglia scoprono che Giovanni ha la sindrome di Down. Inizialmente Jack è felice, perché crede che il fratellino sia una specie di supereroe, ma con il tempo capirà che i genitori gli hanno lasciato credere qualcosa di ben diverso dal reale.
Anni dopo Jack deve scegliere una scuola superiore assieme a Vittorio (Vitto), il miglior amico di sempre. Jack lì incontra Arianna e si innamora, allora decide di entrare nella stessa scuola della ragazza persuadendo Vittorio a seguirlo. Arrivato a scuola, Jack soffre per la propria timidezza e vorrebbe essere simile ai compagni più grandi, quindi entra nel gruppo della sua amata Arianna per fare colpo su di lei. Decide poi di entrare nella band musicale dei due ragazzi che ritiene più ammirati della scuola. Ciò nonostante, Jack si sente spesso a disagio e non riesce a dire a nessuno di avere un fratello con la sindrome di Down. Il suo silenzio sull'argomento si trasforma a poco a poco in una bugia sempre più grossa.
Jack scopre poi che il gruppo in cui suona ha un canale YouTube e lo fa vedere anche alla famiglia. Il piccolo Giovanni decide allora di realizzare anche lui dei video e li carica su YouTube aiutato da Vittorio. Jack scopre i video perché alcuni suoi compagni li vedono, li cancella facendo ricadere la colpa su un gruppo neonazista inesistente. Non potendo trascurare l'accaduto, la famiglia del ragazzo indice una protesta contro il presunto movimento neonazista a cui partecipano anche Jack, Arianna e la sua classe. 
Deciso finalmente a smettere con le bugie, Jack confessa pubblicamente di aver cancellato i video di Giovanni e di aver mentito riguardo al fratello. Jack ha deluso tutti e tutti sono infuriati con lui. Con il passare del tempo però chiede scusa alla sua famiglia, alla sua classe e soprattutto a Vittorio e Arianna ridiventando di nuovo migliori amici.

## Produzione
Il film è stato girato a Cento, Pieve di Cento, Anzola dell'Emilia e Bologna.

## Distribuzione
Il film è stato distribuito nelle sale italiane a partire dal 5 settembre 2019.

## Accoglienza

### Incassi
La pellicola ha incassato globalmente 2,9 milioni di euro, la maggior parte incassati in Italia, dove si classifica al 36º posto dei film più visti nella stagione 2019/2020.

## Riconoscimenti
- 2020 - David di Donatello
  - David Giovani
  - Candidatura Migliore attrice protagonista a Isabella Ragonese
- 2020 - European Film Awards
  - European Film Academy Young Audience Award
- 2020 - Ciak d'oro
  - Candidatura migliore opera prima a Stefano Cipani[4]